# Таш-Аир (балка)
Таш-Аир — балка, которая лежит в 1 км на юго-восток от села Предущельное. Длина — 3 км.

## География
Название (в переводе отколовшийся камень, отделившийся камень) получила от крупного отколовшегося фрагмента скалы в устье. Балка Таш-Аир имеет выход в районе Качи-кальона ниже по долине и расположена в границах заказника Качинский каньон. Правый борт балки складывается горами Караул-тепе и Таш-Аир-бурун, левый борт плато Пычки-Кая-Баш. Устье Таш-Аир шириной 110 м, глубиной 55 м, завалено отложениями. Есть карстовые источники, с общим названием Таш-Аир-чокрак нижний, средний и верхний. Распространены дубовые шибляки. В нижней части — навес с площадью пола 363 м²: выявлена позднепалеолитовая стоянка древнего человека (Таш-Аирская культура) и рисунки эпохи бронзы, открытые Д. А. Крайновым в 1935 году и исследованные в 1957 году.